# Maroški judovski muzej, Casablanca
Maroški judovski muzej (arabsko متحف اليهودية المغربية, hebrejsko מוזיאון יהדות מרוקו) je muzej judovskega življenja v Maroku v Casablanci.
Ustanovljen je bil leta 1997 in je edini muzej, posvečen judovstvu v arabskem svetu. Muzej, katerega stavba je nastala leta 1948 kot judovska sirotišnica, v kateri je bilo do 160 judovskih mladih, je 20. decembra 2016 odprl maroški kralj Mohamed VI.

## Zgodovina
Maroški Judje so starodavna skupnost. Pred ustanovitvijo države Izrael leta 1948 je bilo v državi okoli 250.000 do 350.000 Judov, zaradi česar je bil Maroko največja judovska skupnost v muslimanskem svetu, danes pa jih je ostalo manj kot 2500.
Muzej so ustanovili judovski Maročani Serge Berdugo, Jacques Toledano, Boris Toledano in Simon Levy (1934 – 2011). Levy, nekdanji profesor na univerzi v Rabatu, je bil tudi skrbnik Fundacije judovske kulturne dediščine. Pred svojo vlogo pri ohranjanju maroške judovske kulture je bil znan kot aktivist za nacionalno neodvisnost in človekove pravice iz časa francoskega protektorata v Maroku in vladavine kralja Hasana II.
Po obnovi je maroški kralj Mohamed VI. stavbo 20. decembra 2016 ponovno posvetil kot muzej. Poleg kralja in maroških vladnih uradnikov sta se otvoritve udeležila predsednik muzeja Jacques Toledano in Samuel L. Kaplan, ameriški veleposlanik v Maroku.

## Eksponati
Stavba, ki stoji v soseski Oasis v Casablanci, obsega 700 kvadratnih metrov in je sestavljena iz velike večnamenske sobe in treh razstavnih prostorov. Razstave vključujejo slike, fotografije in skulpture judovskega življenja v Maroku. Razstavne sobe vsebujejo obredne predmete, zgodovinske dokumente, kostume in nakit iz verskega in družinskega življenja ter rekonstrukcije maroških sinagog.
Poleg tega lahko obiskovalci najdejo artefakte maroškega judovskega življenja, vključno z bemo (ok. 1944) iz sinagoge Beni-Issakhar v Casablanci, zvitki Tore, mezuzah in menora za Hanuko. Muzej predstavlja tudi zbirko judovske berberske zgodovine, vključno z nošami, nakitom in obeski khmisa. Obiskovalci si lahko ogledajo tudi rekonstruirano delavnico za izdelavo nakita, ki je nastala z uporabo delovne mize in orodja judovskega srebrnarja Saula Cohena.
Zgodovinski maroški dokument o preganjanju Judov v severni Afriki s strani nacistične Nemčije in višijevskega režima v spomin na poraz sil osi v Afriki je tako imenovani Megilat Hitler. Ta dokument je napisal Asher Ḥassin, maroški Jud in učitelj hebrejščine, ki je preživel grozote višijevskega režima in napisal ta zvitek v slogu svetopisemske knjige o Esteri.
Januarja 2019 je francosko-maroški operni pevec David Serero podaril velik del svoje umetniške zbirke maroške judaike, kar je največja donacija judovskih artefaktov, podarjenih maroškemu muzeju.
Ena najbolj opaznih postavk je preambula posodobljene maroške ustave iz leta 2011, ki navaja hebrejske vplive kot steber nacionalne enotnosti. Citiran je bil direktor muzeja Zhor Rehihil, ki je izjavil, da »nova ustava poudarja tako etnični kot verski pluralizem v Maroku.«

## Slike muzejske zbirke
- Ena od dvoran Maroškega judovskega muzeja v Casablanci
- Peta Mojzesova knjiga, Debarim. Hebrejščina s prevodom v judovsko-arabščino, prepisano s hebrejskimi črkami, 1894
- Stenski napis, ki svetuje služabnikom judovske sinagoge, kaj naj počnejo med molitvijo
- Khmisa amuleti, ki so nekoč pripadali judovski družini
- Par srebrnega nakita za gleženj, ki so nekoč pripadali Judinji
- Megila, tako imenovani Megillat-Hitler